# Urbari
Urbari su popisi prihoda i prava zemljišnih vlastelinstava te podaničkih podavanja, obveza i službi, odnosno zbirke propisa kojima su se od srednjeg vijeka uređivali odnosi između vlastelina i kmetova. Nastajali su radi lakšeg upravljanja vlastelinstvima i dokazivanja njihovih prava, a vođeni su u njemačko-austrijskim zemljama od srednjeg vijeka do ukinuća kmetstva 1848. godine. Naziv potječe od srednjovisokoga njemačkog urbëran, erbëran, što znači donositi, davati prihod. Urbar tako znači zemlju koja donosi prihod, a urbar buoch knjigu u kojoj je takva zemlja, odnosno renta, upisana.
Najpoznatije urbare koji su se odnosili na hrvatski teritorij donijela je Marija Terezija (1755. privremeni urbar za Hrvatsku, 1756. godine Slavonski urbar, a tek 1780. godine donosi potpuni Hrvatski urbar). Tim urbarima utvrđeno je maksimalno opterećenje kmetova, odnosno maksimalna tlaka.